# Životice (Havířov)
Životice (deutsch Zywotitz, Žywotitz, Ziwotitz polnisch Żywocice) ist ein südöstlichster Stadtteil von Havířov in Tschechien. Es liegt in der Katastralgemeinde Bludovice.

## Geschichte
Der Ort im Herzogtum Teschen wurde im Jahr 1450 als Ziboticze erstmals urkundlich erwähnt. Der patronymische Name ist vom Personennamen Żywot bzw. Żywota (nach der Änderung von -b- zu -w/v-) abgeleitet (auch ein moderner Nachname in Schlesien) oder nach Rudolf Šrámek vom Žibota (≤ deutsch Siguboto).
Das Dorf gehörte historisch zum Gut und den Pfarreien (römisch-katholisch und lutherisch) von Bludovice. In der Beschreibung Teschener Schlesiens von Reginald Kneifl im Jahr 1804 war Zywotitz, ein der Frau Karolina verwitweten Frein von Seeger gehöriges Gut und Dorf mit einer herrschaftlichen Wohnung auf einer Anhöhe, im Teschner Kreis. Das Dorf hatte 52 Häuser mit 278 Einwohnern schlesisch-polnischer Mundart.
Nach der Aufhebung der Patrimonialherrschaften wurde es zu einer Gemeinde in Österreichisch-Schlesien, im Bezirk Teschen. Nach der Volkszählungen in den Jahren 1880 bis 1910 stieg die Einwohnerzahl von 379 in 1880 auf 606 in 1910. Polnischsprachige waren in absoluter Mehrheit (von 97,1 % in 1880 bis 99,3 % in 1910), gefolgt von 12 oder 2,6 % Deutschsprachigen und 6 oder 1,6 % Tschechischsprachigen in 1880. Im Jahr 1910 waren 336 (55,4 %) Protestanten, 262 (43,2 %) Römisch-Katholiken, 8 (1,3 %) Juden.
Ab 1907 gehörte die Gemeinde zum Wahlbezirk Schlesien 13. In der ersten allgemeinen, gleichen, geheimen und direkten Reichsratswahl 1907 sowie der Reichsratswahl 1911 gewann dort viermal Ryszard Kunicki aus der Polnischen Sozialdemokratischen Partei Galiziens und Teschener Schlesiens.
Nach dem Zusammenbruch Österreich-Ungarns Ende 1918 war das Gebiet zwischen der Tschechoslowakei und Polen umstritten. Am 5. November 1918 verständigten sich der Polnische Nationalrat des Herzogtums Teschen (Rada Narodowa Kięstwa Cieszyńskiego, RNKC) und das tschechische Gebietskomitee (Zemský národní výbor, ZNV) darauf, dass Zivotitz als Żywocice an Polen fallen sollte. Die tschechoslowakische Regierung erkannte das jedoch nicht an. Nach dem Polnisch-Tschechoslowakischen Grenzkrieg, einer nicht verwirklichten Volksabstimmung sowie der Entscheidung des Botschafterrats der Siegermächte am 28. Juli 1920, wurde der Ort ein Teil der Tschechoslowakei und des Bezirks Český Těšín. 1938 wurde Životice als Teil des Olsagebiets von Polen annektiert und der neue polnische Grenzort kam im Jahre darauf nach dem Überfall auf Polen zum Deutschen Reich. Bis 1945 gehörte es zum Landkreis Teschen und kam nach Kriegsende zur Tschechoslowakei zurück.

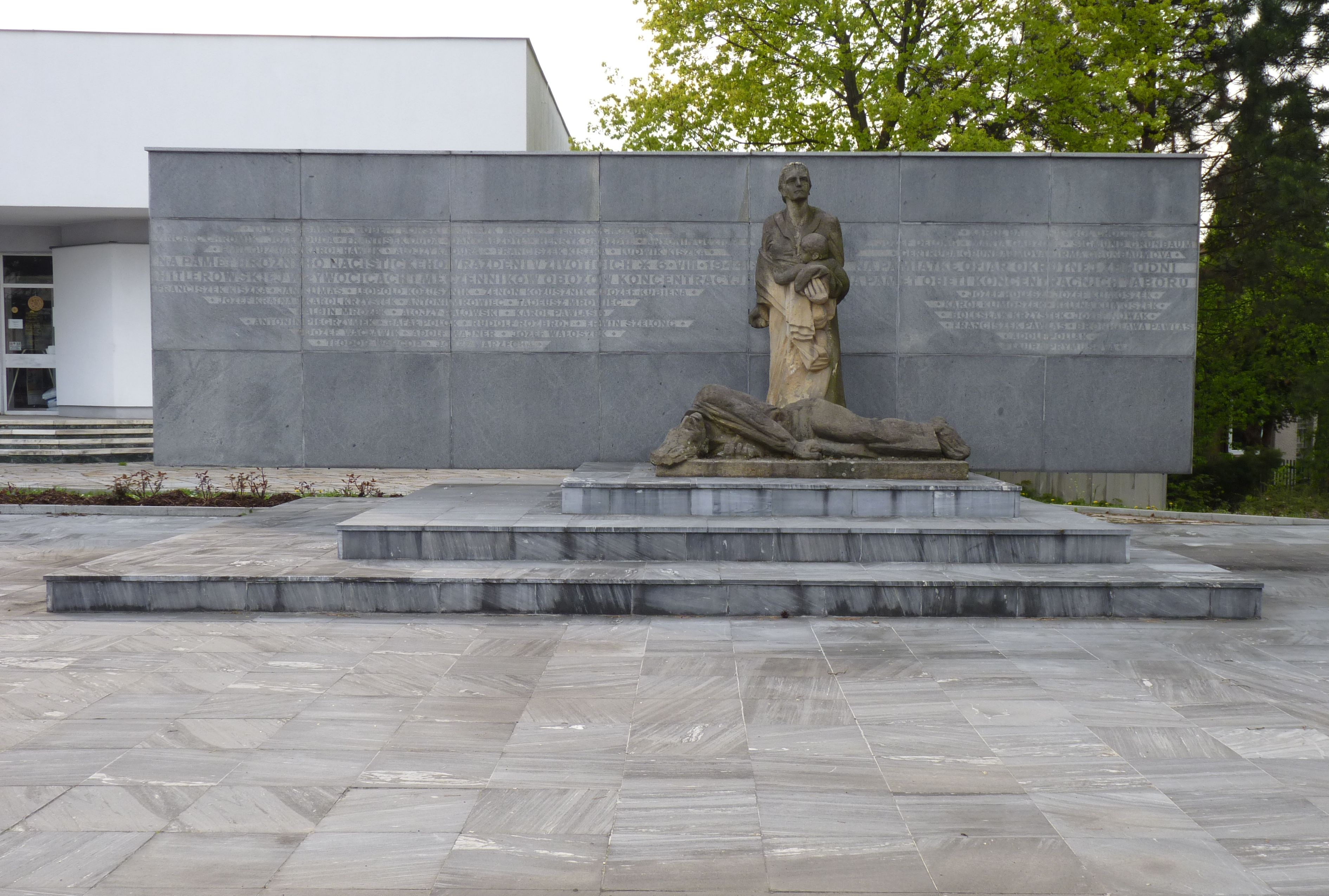
Denkmal der Ziwotitzer Tragödie

In der Nacht vom 4. auf dem 5. August 1944 wurden im örtlichen Wirtshaus von Mokrosz zwei Offiziere der Bielitzer und später Teschener Gestapo (Weiss und Gawlas, die für Sadismus und Brutalität bekannt waren) zum Ziel der polnischen Heimatarmee. Im Feueraustausch fanden ein Partisan, der Inhaber des Wirtshauses und der Fahrer der Gestapo, aber nicht die Gestapo-Offiziere den Tod. Die Besatzer konnten die Angreifer nicht finden. Als Rache für den Angriff wurde Zywotitz von der Landwache und der Wehrmacht am 6. August umzingelt. Q. Magwitz, der Leiter der Teschener Gestapo, bestimmte 36 Zivilisten im Alter von 16 bis 60 Jahren, die nichts mit den Partisanen zu tun hatten, die als Vergeltung für den Partisanenangriff ermordet wurden. 35 lehnten früher die Aufnahme in die deutsche Volksliste ab, 27 waren Polen, 8 Tschechen, 24 waren aus Zywotitz, 6 aus Ober Suchau, 4 aus Bludovice, einer jeweils aus Nieder Suchau und Tierlizko. Die Körper wurden alle auf dem alten jüdischen Friedhof in Orlau beseitigt. Die Gestapo fälschte die Totenscheine. Die Täter wurden nie bestraft. Nach dem Krieg wurden die Körper in Životice verlagert. Die Ziwotitzer Tragödie (tschechisch Životická tragédie, polnisch Tragedia żywocicka) wurde am 25. September 1949 mit einem Denkmal von Franciszek Świder aus Karviná geehrt. Das Dorf wurde örtlich auch als das schlesische Lidice bezeichnet.

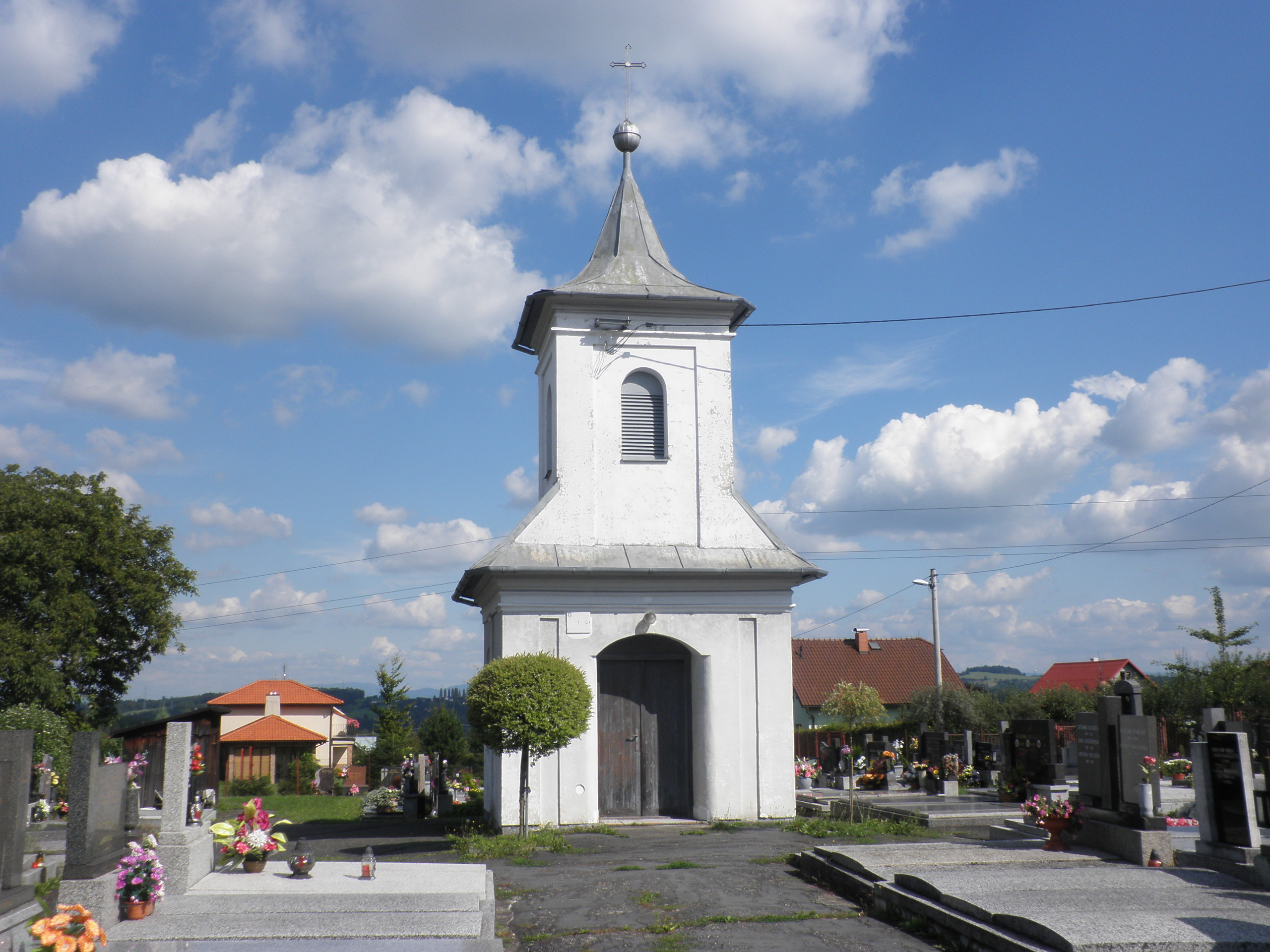
Lutherische Friedhofskapelle

Životice wurde 1960 nach Havířov eingemeindet.